# Bullina rubropunctata
Bullina rubropunctata is een slakkensoort uit de familie van de Aplustridae. De wetenschappelijke naam van de soort is voor het eerst geldig gepubliceerd in 2008 door Valdés.